# Bharatchandra Ray
Bharatchandra Ray (n. 1712 - d. 1760) a fost un poet indian de limbă bengali.

## Opera
Poemele sale aparțin eposului erotic (Annadāmaṇgala și Vidyāsundara) sau eroic (Mānsimha).
A mai scris și un tratat de poetică (Rasamañjarī, c. 1750) și o dramă religioasă (Caṇdīnāțaka), rămasă neterminată.
Se remarcă frumusețea artistică și expresivitatea stilistică.